# Tyana (stad)
Tyana, of Tyanna was een stad uit de klassieke oudheid, in Centraal-Anatolië, Turkije. Het was de hoofdstad van het koninkrijk der Hettieten in het tweede millennium voor Christus. Tyana was gedurende lange tijd een Griekse stadstaat en werd later een katholieke gemeenschap. De ruïnes van Tyana liggen bij het huidige Kemerhisar, 5 kilometer ten zuiden van Niğde.
Hoewel het tegenwoordig een ruïne is, is het nog steeds het officiële centrum van een katholiek titulair aartsbisdom, in de voormalige Romeinse provincie Cappadocia Prima. Alfrink, voormalig metropoliet van Nederland, was titulair bisschop van Tyana.

## Geschiedenis
Tyana is waarschijnlijk de stad die in archieven van de Hettieten als Tuwanuwa wordt vermeld. In Griekse mythen werd de stad Thoana genoemd, naar de stichter, de Thracische koning Thoas (Arrian, Periplus Ponti Euxini, vi). Xenophon vermeldt het in zijn boek Anabasis, onder de naam Dana, als een grote voorspoedige stad.
De stad is tevens de geboorteplaats van Apollonius van Tyana, aanhanger van het pythagorisme, die leefde in de eerste eeuw na Christus, en wiens leven beschreven werd door de Griekse biograaf Philostratos.
Onder de Romeinse keizer Caracalla werd de stad hernoemd als Antoniana colonia Tyana. De stad sloot zich aan bij koningin Zenobia van Palmyra en werd in 272 veroverd door Aurelianus.
In 371 creëerde keizer Valentinus een tweede provincie genaamd Cappadocia, "Cappadocia Secunda", en Tyana werd de hoofdstad.
De bisschop van Tyana zetelde in Tyana. Le Quien (Oriens christianus, I, 395-402) vermeldt 28 bisschoppen van Tyana. In mei 1359 had Tyana nog een metropoliet (Mikelosich en Müller, "Acta patriarchatus Constantinopolitani", I, 505); in 1360 kwam het onder de bevoegdheid van de metropoliet van Caesarea te liggen en werd het een titulair bisdom.